# US Open 1996 (tennis)
De 116e editie van het Amerikaanse grandslamtoernooi, de US Open 1996, vond plaats van 26 augustus tot en met 8 september 1996. Voor de vrouwen was het de 110e editie. Het toernooi werd gespeeld op het terrein van het USTA Billie Jean King National Tennis Center, gelegen in Flushing Meadows in het stadsdeel Queens in New York.

## Belangrijkste uitslagen
Mannenenkelspel

Finale: Pete Sampras (VS) won van Michael Chang (VS) met 6-1, 6-4, 7-6
Vrouwenenkelspel

Finale: Steffi Graf (Duitsland) won van Monica Seles (VS) met 7-5, 6-4
Mannendubbelspel

Finale: Todd Woodbridge (Australië) en Mark Woodforde (Australië) wonnen van Jacco Eltingh (Nederland) en Paul Haarhuis (Nederland) met 4-6, 7-6, 7-6
Vrouwendubbelspel

Finale: Gigi Fernández (VS) en Natallja Zverava (Wit-Rusland) wonnen van Jana Novotná (Tsjechië) en Arantxa Sánchez Vicario (Spanje) met 1-6, 6-1, 6-4
Gemengd dubbelspel

Finale: Lisa Raymond (VS) en Patrick Galbraith (VS) wonnen van Manon Bollegraf (Nederland) en Rick Leach (VS) met 7-6, 7-6
Meisjesenkelspel

Finale: Mirjana Lučić (Kroatië) won van Marlene Weingärtner (Duitsland) met 6-2, 6-1
Meisjesdubbelspel

Finale: Surina de Beer (Zuid-Afrika) en Jessica Steck (Zuid-Afrika) wonnen van Petra Rampre (Slovenië) en Katarina Srebotnik (Slovenië) met 6-4, 6-3
Jongensenkelspel

Finale: Daniel Elsner (Duitsland) won van Markus Hipfl (Oostenrijk) met 6-3, 6-2
Jongensdubbelspel

Finale: Bob Bryan (VS) en Mike Bryan (VS) wonnen van Daniele Bracciali (Italië) en Jocelyn Robichaud (Canada) met 5-7, 6-3, 6-4
1881 · 1882 · 1883 · 1884 · 1885 · 1886 · 1887 · 1888 · 1889 · 1890 · 1891 · 1892 · 1893 · 1894 · 1895 · 1896 · 1897 · 1898 · 1899 · 1900 · 1901 · 1902 · 1903 · 1904 · 1905 · 1906 · 1907 · 1908 · 1909 · 1910 · 1911 · 1912 · 1913 · 1914 · 1915 · 1916 · 1917 · 1918 · 1919 · 1920 · 1921 · 1922 · 1923 · 1924 · 1925 · 1926 · 1927 · 1928 · 1929 · 1930 · 1931 · 1932 · 1933 · 1934 · 1935 · 1936 · 1937 · 1938 · 1939 · 1940 · 1941 · 1942 · 1943 · 1944 · 1945 · 1946 · 1947 · 1948 · 1949 · 1950 · 1951 · 1952 · 1953 · 1954 · 1955 · 1956 · 1957 · 1958 · 1959 · 1960 · 1961 · 1962 · 1963 · 1964 · 1965 · 1966 · 1967
↓ open tijdperk ↓
1968 (m-v-md-vd-gd) ·
1969 (m-v-md-vd-gd) ·
1970 (m-v-md-vd-gd) ·
1971 (m-v-md-vd-gd) ·
1972 (m-v-md-vd-gd) ·
1973 (m-v-md-vd-gd) ·
1974 (m-v-md-vd-gd) ·
1975 (m-v-md-vd-gd) ·
1976 (m-v-md-vd-gd) ·
1977 (m-v-md-vd-gd) ·
1978 (m-v-md-vd-gd) ·
1979 (m-v-md-vd-gd) ·
1980 (m-v-md-vd-gd) ·
1981 (m-v-md-vd-gd) ·
1982 (m-v-md-vd-gd) ·
1983 (m-v-md-vd-gd) ·
1984 (m-v-md-vd-gd) ·
1985 (m-v-md-vd-gd) ·
1986 (m-v-md-vd-gd) ·
1987 (m-v-md-vd-gd) ·
1988 (m-v-md-vd-gd) ·
1989 (m-v-md-vd-gd) ·
1990 (m-v-md-vd-gd) ·
1991 (m-v-md-vd-gd) ·
1992 (m-v-md-vd-gd) ·
1993 (m-v-md-vd-gd) ·
1994 (m-v-md-vd-gd) ·
1995 (m-v-md-vd-gd) ·
1996 (m-v-md-vd-gd) ·
1997 (m-v-md-vd-gd) ·
1998 (m-v-md-vd-gd) ·
1999 (m-v-md-vd-gd) ·
2000 (m-v-md-vd-gd) ·
2001 (m-v-md-vd-gd) ·
2002 (m-v-md-vd-gd) ·
2003 (m-v-md-vd-gd) ·
2004 (m-v-md-vd-gd) ·
2005 (m-v-md-vd-gd) ·
2006 (m-v-md-vd-gd) ·
2007 (m-v-md-vd-gd) ·
2008 (m-v-md-vd-gd) ·
2009 (m-v-md-vd-gd) ·
2010 (m-v-md-vd-gd) ·
2011 (m-v-md-vd-gd) ·
2012 (m-v-md-vd-gd) ·
2013 (m-v-md-vd-gd) ·
2014 (m-v-md-vd-gd) ·
2015 (m-v-md-vd-gd) ·
2016 (m-v-md-vd-gd) ·
2017 (m-v-md-vd-gd) ·
2018 (m-v-md-vd-gd) ·
2019 (m-v-md-vd-gd) ·
2020 (m-v-md-vd) ·
2021 (m-v-md-vd-gd) ·
2022 (m-v-md-vd-gd) ·
2023 (m-v-md-vd-gd)  ·
2024 (m-v-md-vd-gd)
Lijst van US Openwinnaars